# Ingeniería neuromórfica
Ingeniería neuromórfica, también conocida como cómputo neuromórfico, es un concepto desarrollado por Carver Mead, a finales de 1980, explicando el uso del sistema de integración a muy gran escala (VLSI) que contienen circuitos analógicos para imitar estructuras neurobiológicas ubicadas en el sistema nervioso. En fechas más recientes, el término neuromórfico ha sido utilizado para describir software analógico, digital, y pseudo analógico-digital VLSI que implementa modelos de sistemas neuronales (para percepción, control motriz, o integración multisensorial).
Un aspecto clave de la ingeniería neuromórfica es entender cómo la morfología de neuronas individuales, circuitos y estructuras en general crean operaciones computacionales deseadas, afectan cómo la información es representada, influyen en la robustez al daño, incorporan aprendizaje y desarrollo, se adaptan a cambios locales (plasticidad) y facilitan cambios evolutivos.
La ingeniería neuromórfica es un nuevo tema interdisciplinario que se basa en la  biología, física, matemáticas, ciencias de la computación (informática) e ingeniería electrónica para diseñar sistemas neuronales artificiales, tales como sistemas visuales, sistemas de ojo-cabeza, procesadores auditivos y robots autónomos cuya estructura física y principios de diseño están basados en los sistemas biológicos nerviosos.

## Ejemplos
- El hardware Neurogrid, creado por Brains in Silicon en la Universidad Stanford, es un ejemplo de hardware diseñado que utiliza principios de ingeniería neuromórfica. Este bordo está compuesto de 16 chips de diseño personalizado, conocidos como NeuroCores. Cada circuito análogo de NeuroCore está diseñado para emular elementos neuronales para 65536 neuronas maximizando la eficiencia de energía. Las neuronas emuladas están conectadas utilizando circuitos digitales diseñados para maximizar el caudal de impulsos.[5][6]

- A inicios de 2006, investigadores de Georgia Tech publicaron un arreglo de campos neuronales programables.[7]  Este chip fue el primero en línea de muchos arreglos de transistores que permiten programabilidad floating gate y que se vuelven cada vez más complejos. Están a cargo de los puentes MOSFET para modelar las características del canal ion de neuronas en el cerebro y fue uno de los primeros casos de un arreglo programable de neuronas de silicio.

- En noviembre de 2011, un grupo de investigadores del MIT crearon un chip de computadora que imita comunicaciones analógicas, ionizadas en una sinapsis entre dos neuronas usando 400 transistores y técnicas de manufactura estándar CMOS.[8][9]

- En junio de 2012, investigadores de Spintronic en Purdue presentaron una investigación acerca del diseño para un chip neuromórfico utilizando válvulas laterales y memristores. Ellos argumentaron que las estructuras que habían diseñado funcionaban en una manera similar a neuronas y por lo tanto podían ser usados para evaluar varias maneras de reproducir la habilidad de procesar del cerebro. Además,  son significativamente más eficientes en cuanto uso de energía que los chips convencionales.[10]

Investigaciones en HP Labs sobre memristores Mott han mostrado que mientras pueden ser no volátiles, el comportamiento volátil exhibido en temperaturas significativamente abajo de la temperatura de la transición de fase puede ser explotada para fabricar un neuristor, un dispositivo biológicamente inspirado que imita comportamiento encontrado en neuronas. En septiembre de 2013 presentaron modelos y simulaciones que muestran como el comportamiento de impulsos de estos neuristores puede ser utilizado para formar componentes requeridos para una máquina de Turing.
Un proyecto de investigación con implicaciones para la ingeniería neuromórfica es el proyecto cerebro humano, una colaboración de 10 años que está intentando simular un cerebro humano completo en una super computadora usando datos biológicos. Está constituido por un grupo de investigadores de neurociencia, medicina e informática. Henry Markram, el codirector del proyecto, ha declarado que el proyecto está proponiendo establecer un nuevo fundamento, explorar y entender el cerebro y sus enfermedades y utilizar ese conocimiento para crear nuevas tecnologías computacionales. Los tres objetivos primarios del proyecto son: entender mejor como las partes del cerebro encajan y funcionan en conjunto, entender como diagnosticar objetivamente y tratar enfermedades cerebrales y utilizar este conocimiento acerca del cerebro humano para desarrollar computadoras neuromórficas. La simulación de un cerebro humano completo necesitaría super computadoras diez mil veces más capaces que las que tenemos hoy en día y por lo tanto esta el enfoque en computadoras neuromórficas. Se han asignado $1.3 billones al proyecto por la Comisión Europea.
Otro proyecto de investigación con implicaciones para la ingeniería neuromórfica es la iniciativa BRAIN Initiative.

## Sistemas neuromemristivos
Los sistemas neuromemristivos son una subclase de los sistemas de computación neuromórficos que se enfocan en el uso de memristores para implementar plasticidad neuronal. Mientras que la ingeniería neuromórfica se enfoca en imitar comportamiento biológico y sistemas neuromemristivos enfocados en abstracción.  Por ejemplo, un sistema neuromemristivo podría remplazar los detalles del comportamiento cortical de un microcircuito con un modelo de red neuronal abstracto.